# クラビー県

クラビー県
จังหวัดกระบี่

- この項目は英語版を元に作成されています。

クラビー県（クラビーけん、タイ語: จังหวัดกระบี่）はタイ王国・南部にある県（チャンワット）の一つ。パンガー県、スラートターニー県、ナコーンシータンマラート県、トラン県と接する。タイ語ではガビーに近い音で発音されるため、古く英語ではGerbeeと呼ばれた。クラビー県は風光明媚なことで有名なアンダマン海に面する。

## 地理
リゾート開発が遅れていた分、自然が豊かである。本土アンダマン海沿岸のビーチを始め、同じくアンダマン海に浮く、ランター島、ピーピー島ではダイビングやシュノーケリングなどのマリンスポーツも外国人観光客を中心に盛んである。美しい手つかずの自然も多くあるため、国立公園も多数ある。その他数多くの鍾乳洞、マングローブ林、ジャングル、方々に切り立つ石灰岩、周辺の島などを擁する。古世代の高温な花崗岩が地下から地表まで分布しており、雨水からなる天然の温泉などもある。クラビー市内の中国寺院のワット・タムスアは、絶壁に面していて壮観である。

## 歴史
紀元前25,000年から35,000年あたりには、人間の居た形跡が見られるが、クラビーの歴史とは直接関わりがない。ナコーンシータンマラート王国ができた頃、その領土の一部であった。1872年（タイ仏暦2415年）には、クラビー川流域にラーマ5世（チュラーロンコーン大王）の命で、市街地が建設された。この市街地は現在、「旧市場」と呼ばれている。その後は商港、漁港を求めて市街地が南下し、クラビー川で囲まれた半島部全体が市街地となった。しかしクラビー市内自体は海にではなく川に面しているため、大規模な貿易港に発達させることができなかった。

## 開発
インド洋から太平洋に行く輸送船はマラッカ海峡を通ると時間がかかる。このためタイ政府はタイ領土のマレー半島部分に貨物輸送用の港と、高速道路を用意して、輸送時間を短縮し、ついでに地元経済も振興させようと計画した。内容は、西海岸アンダマン海にクラビー港（建設中）で降ろし国道44号線を通しタイランド湾のナコーンシータンマラートまで運び再びそこで他の船に積み荷して通り抜けるというもの。クラビーもこの計画地であるため、急ピッチで開発が進んでいる。
レオナルド・ディカプリオ主演のアメリカ映画『ザ・ビーチ』の舞台にもなっており、カオサン通りのシーンはクラビー市内で、島のシーンはマヤベイがあるピピレイ島にて撮影された。

## 県章
県章には「クラビー」の語の意味である「刀」がデザインされている。
県木はペグノキ（Acacia catechu）である。

## 隣接する県
- パンガー県
- スラートターニー県
- ナコーンシータンマラート県
- トラン県

## 行政区
クラビー県は8の郡（アムプー）に分かれ、その下に53の町（タムボン）と、374の村（ムーバーン）に分かれる。
|  | 1. ムアンクラビー郡 2. カオパノム郡 3. ランター島郡 4. クローントム郡 5. アーオルック郡 6. プラーイプラヤー郡 7. ラムタップ郡 8. ヌアクローン郡 |